# Bataille d'Idlib (2012)
Pour les articles homonymes, voir Bataille d'Idlib.
Guerre civile syrienne
Batailles
La bataille d'Idlib est une bataille de la guerre civile syrienne, Idlib est une ville importante de Syrie située au nord du pays, l'attaque débute le 10 mars 2012 lorsque l'armée tente de reprendre plusieurs bastions rebelles à travers le pays, après trois jours de combats, l'armée reprend le contrôle de la ville.

## Contexte
Avant l'attaque d'Idlib, durant de nombreux mois les alentours d'Iblib ont connu de nombreux heurts entre l'armée syrienne et les insurgés de l'armée syrienne libre qui avait vu les rebelles prendre le contrôle d'une partie de la ville, l'armée envoie alors des renforts en vue de l'assaut dont le 9 mars 2012 une colonne de l'armée composée de 42 chars et de 131 transports de troupe,,.

## Déroulement
Le 9 mars, l'armée syrienne lance une offensive dans le gouvernorat d'Idlib en vue reprendre plusieurs localités de la région, ainsi que sa capitale, la ville d'Idlib, où se sont retranchés les rebelles. À Idlib, les combats commencent le 10 mars à l'aube, lorsque l'artillerie loyaliste bombarde massivement la ville, l'infanterie soutenue par des chars lance ensuite l'assaut par le sud-est,. Les rebelles attaquent les véhicules de transport de troupes de l'armée, mais ils y laissent au moins trois morts et une vingtaine de blessés selon l'OSDH. Le même jour, près de Jisr al-Choghour, 16 rebelles sont tués dans embuscade alors qu'ils se dirigeaient vers Idlib pour combattre le régime,.
À la suite du bombardement, l'armée prend d'assaut la ville et de violents combats font rage. Au premier jour des combats, l'Observatoire syrien des droits de l'homme (OSDH) annonce la mort de 14 civils et l'arrestation de 150 personnes par l'armée. 16 soldats insurgés tomberont dans une embuscade de l'armée régulière aux alentours d'Idlib, ils venaient aider les insurgés de la ville à repousser l'assaut, 4 soldats seront tués. 
Au soir du premier jour de l'assaut, au moins 20 personnes sont mortes à Idlib selon une source hospitalière.
Le second jour de l'assaut, l'hôpital annonce la mort de 30 personnes. Au troisième jour de l'assaut, un militant de l'opposition indique que l'armée a pris le contrôle de la ville. Le 12 mars, les quartiers de Dbeit et As-Saoura sont bombardés par le régime, plusieurs immeubles s'effondrent.
Les combats cessent le 13 mars dans la soirée. L'Armée syrienne libre, mal équipée, se retire et Idlib repasse entièrement sous le contrôle du régime. Après la bataille, l'armée syrienne libre se réfugie à Binnish.

## Les pertes
Le 11 mars, l'Observatoire syrien des droits de l'homme (OSDH) affirme qu'au moins sept soldats loyalistes, 16 rebelles et quatre civils ont été tués pendant les combats à Idlib.
Le 15, l'OSDH annonce que « 23 corps portant des marques de torture d'une extrême violence ont été retrouvés près de Mazraat Wadi Khaled, à l'ouest de la ville d'Idlib ».
Deux journalistes turcs sont également portés disparus près d'Idlib. Arrêtés par une milice du régime syrien, ils sont relâchés le 12 mai après une médiation de l'Iran.